# Jayme Monjardim

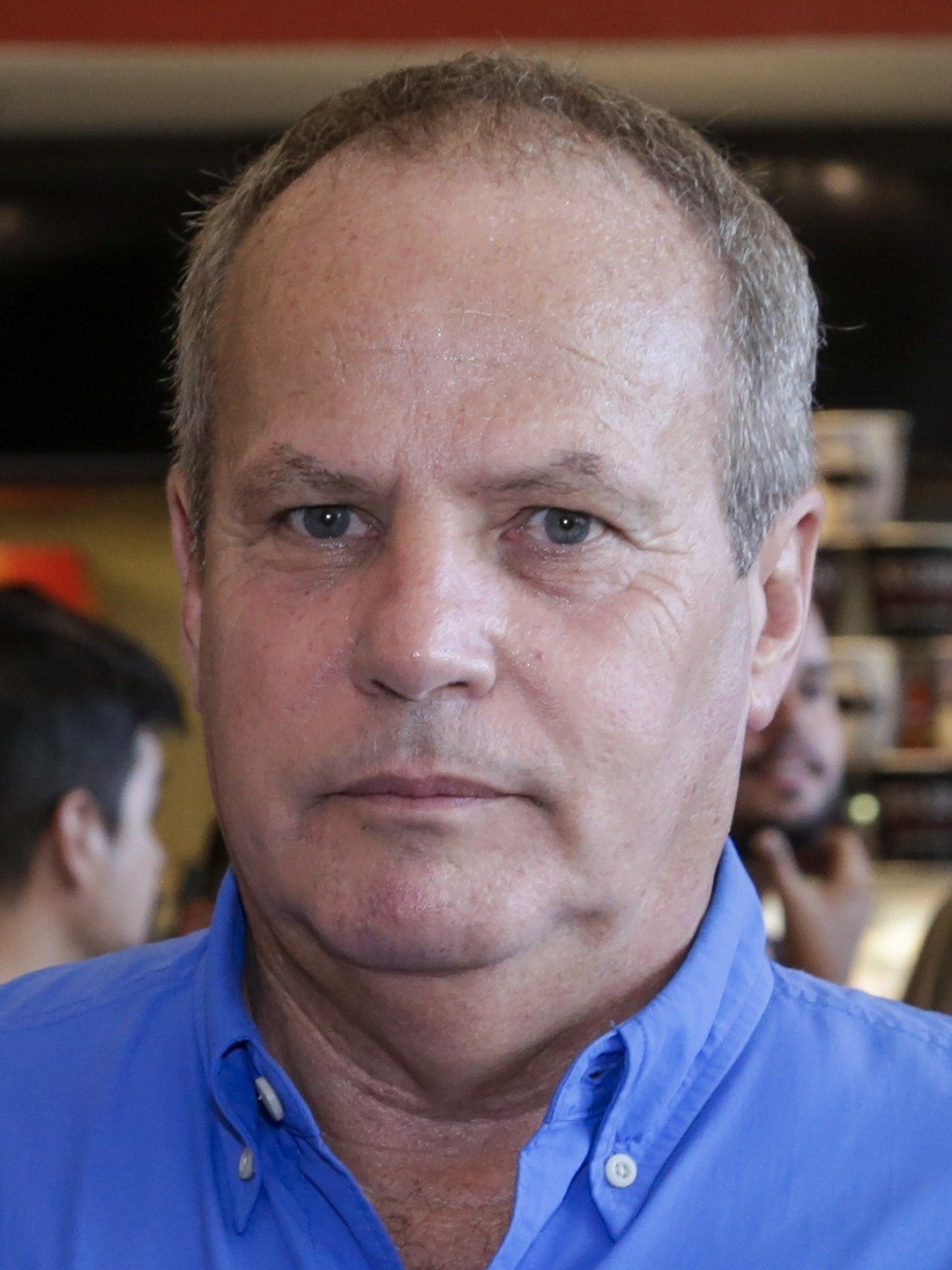
Jayme Monjardim im Januar 2012

Jayme Monjardim Matarazzo (* 19. Mai 1956 in São Paulo) ist ein brasilianischer Regisseur und Drehbuchautor. Er stammt aus der traditionsreichen Familie Matarazzo.

## Karriere
Jayme studierte Filmwissenschaften in Italien, wo er zum Team von Michelangelo Antonioni gehörte. Ende der 1970er Jahre begann er seine berufliche Laufbahn mit der Regie von kurzen Dokumentarfilmen und als Regieassistent von Francisco Ramalho Júnior bei Paula - A História de uma Subversiva und Filhos e Amantes. Seine Fernsehkarriere begann er Anfang der 1980er Jahre bei Rede Bandeirantes, wo er bei einem Special über seine Mutter, die Sängerin Maysa, und bei der Kinderseifenoper Braço de Ferro (1983) Regie führte. Im folgenden Jahr wechselte er zu Rede Globo, wo er bei Seifenopern wie Partido Alto, Roque Santeiro und Sinhá Moça Regie führte. Seine erste allgemeine Regiearbeit war Direito de Amar (Das Recht zu lieben), eine historische Seifenoper von Walter Negrão, die in Deutschland erstmalig am 2. Januar 1990 im Ersten ausgestrahlt wurde.
1989 wurde er von der inzwischen aufgelösten Rede Manchete engagiert und führte Regie bei Benedito Ruy Barbosas Kassenschlager Pantanal. Danach führte er Regie bei den Miniserien O Fantasma da Ópera und O Canto das Sereias, der Serie Fronteiras do Desconhecido und der Seifenoper A História de Ana Raio e Zé Trovão, die sich als ein weiterer großer Erfolg für den Sender entwickelte. Nachdem er vier Jahre in Italien gelebt hatte, kehrte er 1995 nach Brasilien zurück, wo ihn Betty Faria überredete, bei A Idade da Loba für Rede Bandeirantes Regie zu führen, in dem die Schauspielerin die Hauptrolle spielen sollte. Im Jahr 1998 unterschrieb er bei Rede Globo und führte 1999 bei der Miniserie Chiquinha Gonzaga von Lauro César Muniz Regie. Im selben Jahr nahm sie ihre Zusammenarbeit mit Benedito Ruy Barbosa wieder auf und führte Regie bei der Telenovela Terra Nostra, die 1999 ein großer Erfolg wurde. Im Jahr 2000 führte er Regie bei der Miniserie Aquarela do Brasil, ebenfalls von Lauro César Muniz.
Im Jahr 2001 begann er eine sehr erfolgreiche Zusammenarbeit mit Glória Perez und führte Regie bei der Seifenoper O Clone. Im Jahr 2003 führte er Regie und produzierte die Miniserie A Casa das Sete Mulheres (Das Haus der sieben Frauen) von Maria Adelaide Amaral und Walter Negrão, die bei Publikum und Kritikern sehr erfolgreich war. Im Jahr 2005 beendete er seine Partnerschaft mit Glória Perez, da sie unterschiedlicher Meinung über die Ausrichtung der Seifenoper América waren. Dies geschah um Kapitel 60 der Seifenoper. Im Jahr 2006 führte er bei der Seifenoper Páginas da Vida von Manoel Carlos Regie, seiner ersten Zusammenarbeit mit dem „Autor aus Leblon“. Diesmal, so berichtet die Presse, ohne die Beteiligung von Marcus Viana am Soundtrack (Berichten zufolge auf Wunsch von Manoel Carlos selbst). Im Jahr 2008 nahm sie die Miniserie Maysa - Quando Fala o Coração auf, die die Geschichte ihrer Mutter, einer Sängerin mit einem böhmischen und depressiven Leben, erzählt. In der Miniserie spielte Larissa Maciel die Hauptrolle, und ihre beiden Söhne Jayme Matarazzo und André spielten ihren eigenen Vater in der Miniserie, die im Januar 2009 in neun Kapiteln ausgestrahlt wurde und ebenfalls von Manoel Carlos geschrieben wurde. Im April 2009 war Jayme die Hauptdarstellerin in Renato Aragãos Comedy-Shows A Turma do Didi und Aventuras do Didi. Die beiden Programme von Renato hatten nichts mit den alten Os Trapalhões zu tun.
Der Romanautor Manoel Carlos und der Regisseur arbeiteten erneut zusammen an Viver a Vida, der neuen 9-Uhr-Soap, die am 14. September 2009 Premiere hatte und in der Taís Araújo (der die erste schwarze Hauptrolle in einer 9-Uhr-Soap von Rede Globo spielte) und José Mayer die Hauptrollen spielten. Im März 2013 kehrte er zum Fernsehen zurück und führte nun Regie bei der Seifenoper Flor do Caribe von Walther Negrão.
2016 inszenierte er als Regisseur den Film Der Traumhändler, der in Deutschland im Programm von Netflix zu sehen ist.

## Familie
Jayme studierte ein Jahr lang in Italien, wo er zum Team von Michelangelo Antonioni gehörte. Er gehört zur bedeutenden italienisch-brasilianischen Familie Matarazzo und zu einer traditionellen Familie aus dem Bundesstaat Espírito Santo: Os Monjardim. Er ist der Urenkel des Grafen Francesco Matarazzo und der Sohn des Geschäftsmanns André Matarazzo und der Sängerin Maysa. Mütterlicherseits ist er der Urenkel des Barons von Monjardim, der fünfmal Präsident der damaligen Provinz Espírito Santo war, und der Ur-Ur-Enkel des Kommandanten José Francisco de Andrade e Almeida Monjardim, der dreizehnmal Präsident der Provinz Espírito Santo war.

## Filmografie

### Telenovelas
| Jahr | Titel                                 | Funktion                            | Sender                      | Autor                        |
| ---- | ------------------------------------- | ----------------------------------- | --------------------------- | ---------------------------- |
| 1983 | Braço de Ferro                        | Regisseur                           | Band                        | Marcos Caruso                |
| 1984 | Amor com Amor Se Paga                 | Regisseur                           | Rede Globo                  | Ivani Ribeiro                |
| 1984 | Partido Alto                          | Regisseur                           | Rede Globo                  | Aguinaldo Silva Glória Perez |
| 1984 | Corpo a Corpo                         | Regisseur                           | Rede Globo                  | Gilberto Braga               |
| 1985 | Roque Santeiro                        | Regisseur                           | Rede Globo                  | Dias Gomes                   |
| 1986 | Sinhá Moça                            |                                     | Rede Globo                  | Benedito Ruy Barbosa         |
| 1987 | Direito de Amar (Das Recht zu lieben) | Walther Negrão                      | Rede Globo                  |                              |
| 1989 | Kananga do Japão                      | Hauptregisseur und Produzent        | Rede Manchete               | Wilson Aguiar Filho          |
| 1990 | Pantanal                              |                                     | Rede Manchete               | Benedito Ruy Barbosa         |
| 1990 | A História de Ana Raio e Zé Trovão    | Marcos Caruso Rita Buzzar           | Rede Manchete               |                              |
| 1995 | A Idade da Loba                       | Band                                | Alcione Araújo Regina Braga |                              |
| 1999 | Terra Nostra                          |                                     | Rede Globo                  | Benedito Ruy Barbosa         |
| 2001 | O Clone                               | Glória Perez                        | Rede Globo                  |                              |
| 2005 | América 1                             | Glória Perez                        | Rede Globo                  |                              |
| 2006 | Páginas da Vida                       | Manoel Carlos                       | Rede Globo                  |                              |
| 2009 | Viver a Vida                          | Manoel Carlos                       | Rede Globo                  |                              |
| 2011 | A Vida da Gente                       | Lícia Manzo                         | Rede Globo                  |                              |
| 2013 | Flor do Caribe                        | Walther Negrão                      | Rede Globo                  |                              |
| 2014 | Em Família                            | Manoel Carlos                       | Rede Globo                  |                              |
| 2015 | Sete Vidas                            | Lícia Manzo                         | Rede Globo                  |                              |
| 2017 | Tempo de Amar                         | Alcides Nogueira Bia Corrêa do Lago | Rede Globo                  |                              |

### Miniserien und TV-Serien
| Jahr      | Titel                        | Funktion                         | Sender        | Autor                              |
| --------- | ---------------------------- | -------------------------------- | ------------- | ---------------------------------- |
| 1990      | O Canto das Sereias          |                                  | Rede Manchete | Paulo César Coutinho               |
| 1990–1991 | Fronteiras do Desconhecido   | Vários roteiristas               | Rede Manchete |                                    |
| 1991      | O Fantasma da Ópera          |                                  | Rede Manchete | Paulo Afonso de Lima               |
| 1999      | Chiquinha Gonzaga            |                                  | Rede Globo    | Lauro César Muniz                  |
| 2000      | Aquarela do Brasil           | Lauro César Muniz                | Rede Globo    |                                    |
| 2003      | A Casa das Sete Mulheres     | Maria Adelaide Amaral            | Rede Globo    |                                    |
| 2009      | Maysa: Quando Fala o Coração | Manoel Carlos                    | Rede Globo    |                                    |
| 2010      | Nosso Querido Trapalhão      | Gustavo Nogueira Mauricio Arruda | Rede Globo    |                                    |
| 2011      | Divã                         | Marcelo Saback                   | Rede Globo    |                                    |
| 2011–2012 | Acampamento de Férias        | Hauptverantwortlicher Regisseur  | Rede Globo    | Renato Aragão Paula Amaral         |
| 2013      | O Tempo e o Vento            |                                  | Rede Globo    | Letícia Wierzchowski Tabajara Ruas |
| 2021      | Passaporte para Liberdade    | Mário Teixeira                   | Rede Globo    |                                    |

### Filme
| Jahr | Titel                                   | Funktion                 |
| ---- | --------------------------------------- | ------------------------ |
| 1978 | Paula - A História de uma Subversiva    | Assistent des Regisseurs |
| 1981 | Filhos e Amantes                        | Assistent des Regisseurs |
| 2004 | Olga                                    | Generalregisseur         |
| 2013 | O Tempo e o Vento                       | Generalregisseur         |
| 2016 | O Vendedor de Sonhos (Der Traumhändler) | Generalregisseur         |
| 2024 | Tributo: Ary Fontoura                   | Er selbst                |